# Polar (dzianina)

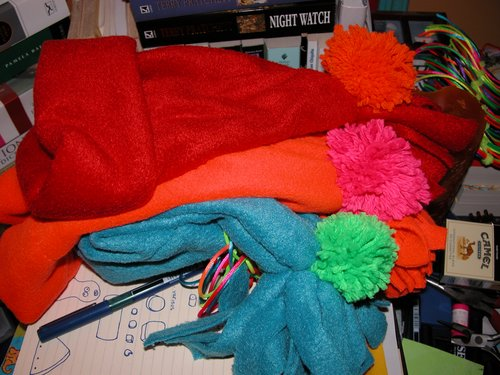
Ubrania wykonane z polaru

Polar – rodzaj dzianiny wykonanej z PET i innych tworzyw sztucznych. Charakteryzuje się hydrofobowością i dobrą izolacją ciepła, może mieć właściwości termoizolacyjne podobne jak wełna, a w przypadku zamoczenia nie traci ich. Wykorzystywana jest m.in. do wytwarzania odzieży sportowej. Dzięki paroprzepuszczalności pozwala na odparowanie potu.
Została opracowana w 1979 roku w przedsiębiorstwie Malden Mills. Nazwa "polar" wywodzi się od materiału produkowanego przez to przedsiębiorstwo - Polartec. Obecnie produkowanych jest wiele rodzajów polarów, w zależności od zastosowania, różnią się gramaturą (np. Polar 100 - oznacza to, iż 1 metr kwadratowy materiału waży 100 gramów) oraz właściwościami termicznymi i oddychalnością.